# غلوفر
غلوفر (بالإنجليزية: Glover) هي لعبة فيديو أصدرت على نينتندو 64 ومايكروسوفت ويندوز في عام 1998، وعلى بلاي ستيشن في عام 1999. وهي تظهر قفازا سحريا له أربعة أصابع واسمه غلوفر.

## تتمة ملغاة
خططت شركة هاسبرو التفاعلية لإصدار تتمة ل«غلوفر» التي كان يظهر بها قفاز ملاكمة وكان من المقرر أن تصدر في عام 2000 باسم «غلوفر 2» ولكن تم إلغاء هذه الفكرة، على الرغم من أشرطة الفيديو هذه اللعبة والصور حول لعبة ظهرت في nesworld.com، والتي كشفت صيغة العمل قيد التنفيذ من اللعبة.